# Hardcore punk
Hardcore punk (thường gọi ngắn là hardcore) là một thể loại punk rock và tiểu văn hóa bắt đầu vào cuối thập kỷ 1970. Hardcore punk thường nhanh hơn, mạnh mẽ hơn, và thô ráp hơn punk rock thông thường. Nguồn gốc của hardcore là ở San Francisco và Miền nam California. Tại San Francisco, đó là sự chống lại giới hippie chiếm ưu thế đương thời và được ảnh hưởng bởi punk rock New York và giới protopunk thời kỳ đầu. Punk rock New York có khía cạnh mạnh mẽ hơn so với San Francisco. Hardcore punk thường chống thương mại hóa, công nghiệp âm nhạc và "bất cứ thứ gì có nét tương tự rock đại chúng", chủ đề của thể loại nhạc này thường về xã hội và chính trị.
Hardcore đâm chồi nãy lộc trong giới nhạc ngầm trên toàn nước Mỹ vào đầu thập niên 1980, đặc biệt ở Washington, D.C., New York, New Jersey, và Boston — cũng như ở Úc, Canada và Vương quốc Anh. Hardcore sản sinh ra làn sóng straight edge và các tiểu làn sóng liên quan, hardline và youth crew. Hardcore gắn với các hãng đĩa độc lập vào thập kỷ 1980, với tinh thần do it yourself (tự làm lấy) trong giới nhạc ngầm. Nó ảnh hưởng lên nhiều thể loại, như alternative rock, grunge, alternative metal, metalcore, thrash metal, post-hardcore và emo.
Dù hardcore "truyền thống" chưa bao giờ có thành công thương mại, vài nghệ sĩ được đánh giá cao và công nhận qua thời gian. Damaged của Black Flag, Double Nickels on the Dime của Minutemen và New Day Rising của Hüsker Dü đều nằm trong danh sách 500 album vĩ đại nhất của Rolling Stone năm 2003 và một trong những album của Dead Kennedys được chứng nhận vàng sau hơn 25 năm. Năm 2011, David Fricke của Rolling Stone xếp Greg Ginn của Black Flag ở vị trí số 99 trên danh sách "100 tay guitar vĩ đại nhất mọi thời". Dù hardcore bắt đầu ở các nước Bắc Mỹ; Ý, Brazil, Nhật Bản, châu Âu và Trung Đông cũng có các ban nhạc đánh chú ý.

## Đặc điểm

### Đặc điểm nhạc
Giống punk rock và rock nói chung, hầu hết ban nhạc hardcore punk có đội hình hát chính/guitar/bass/trống. Nhà phê bình Steven Blush viết "The Sex Pistols vẫn là rock'n'roll...giống phiên bản điên rồ nhất nhất Chuck Berry. Hardcore từ gốc rễ rời bỏ điều đó. Nó không phải rock verse-chorus. Nó chống lại bất cứ quan niệm nào về viết nhạc. Nó là dạng của chính nó." Theo AllMusic, kế hoạch chung của hardcore là chơi nhạc ồn hơn, mạnh hơn và nhanh hơn. Ca sĩ hardcore thường hét, gào hay xướng ca cùng nhạc. Các bài hát có thể gồm cả hát nền từ các thành viên khác.
Guitar trong hardcore có thể phức tạp, có kỹ thuật linh hoạt và thường biến đổi. Giai điệu guitar dùng cùng âm giai thứ tự nhiên giống với hát chính (tuy vài đoạn solo dùng ngũ cung). Vài nghệ sĩ guitar hardcore punk chơi solo, cũng như dùng nhiều loại hồi âm (feedback) và hòa âm. Tiếng guitar hầu như luôn bị biến âm và khuếch đại, tạo nên âm thanh kiểu "buzzsaw". Tay bass dùng nhiều nhịp (rhythm) cho bassline (dòng bass), từ nốt giữ dài hơn (nốt tròn và nốt trắng) tới nốt đen, tới những dòng nốt móc đơn và nốt móc kép nhanh. Vài tay bass nhấn mạnh kỹ thuật khi chơi. Tay trống thường chơi D beat nhanh trong một khoảnh khắc rồi để rơi nhịp độ xuống thành breakdown.

## Tiểu thể loại Hardcore punk
Hardcore punk sinh ra một số tiểu thể loại, thể loại hỗn hợp phong cách và biến thể. Các tiểu thể loại của nó là D-beat, emo, melodic hardcore và thrashcore. Các tiểu thể loại hỗn hợp phong cách là crossover thrash, crust punk, grindcore, và metalcore, tất cả kết hợp hardcore punk với extreme metal. Biến thể gồm post-hardcore và skate punk, hardcore punk cũng ảnh hưởng lên nhiều tiểu thể loại heavy metal.

### Thrashcore
Thường bị nhầm lẫn với crossover thrash và đôi khi thrash metal, là thrashcore. Thrashcore (cũng được gọi là fastcore) là một tiểu thể loại hardcore punk nổi lên vào thập niên 1980. Nó về cơ bản là phiên bản tốc độ hơn của hardcore punk và các ban nhạc thường dùng blast beat.